# 負けても王座保持問題
負けても王座保持問題（まけてもおうざほじもんだい）とは2013年12月3日に大阪府立体育会館で行われたWBA・IBF世界スーパーフライ級王座統一戦を巡り、IBF世界スーパーフライ級王者亀田大毅がWBA世界スーパーフライ級王者リボリオ・ソリスに敗北したにもかかわらず、事前に世間に周知されていた内容とは異なり失冠せずに王座を保持し続けた問題。

## 試合前の亀田陣営のルール把握状況
12月2日に行われた前日計量にて、WBA王者のリボリオ・ソリスが体重超過となった。この前日計量やルールミーティングを終え、亀田陣営は王座について以下のように認識していたとされる。
- 亀田大毅の兄で亀田プロモーション社長の亀田興毅
自身のブログの中で「大毅の対戦相手の、WBAチャンピオンのリボリオが、1.4キロ計量オーバー!2時間の猶予が与えられ再計量。それでもまだ1キロオーバーで、自らこれ以上は無理で放棄。（中略）今のところ、大毅が勝った場合のみ統一チャンピオンで、リボリオが勝った場合は王座は空位」と記している[1]。

- 亀田大毅
2日付の自身のブログの中で「俺が勝てば変わりなく、俺が統一チャンピオン、ソリス選手が勝った場合は両方の王座が空位になる」と記している[2]。

- 亀田陣営のスタッフ
2日付のスタッフブログの中で「大毅の対戦相手・リボリオソリス選手が体重を作ってこれず計量オーバー、2時間後の再計量でスーパーフライの体重まで落とすことができず、まさかの王座剥奪となってしまいました。しかし、試合は予定通り行われ、大毅が勝てば、統一チャンピオンとなります！ソリス選手が勝利した場合はIBF、WBA共に王座が空位という状態になります」と記している[3]。

いずれも「大毅が勝てば王座統一、ソリスが勝てばWBAもIBFも王座は空位になる」と明記しており、「勝っても負けてもタイトルを保持できる」とする記述は存在しなかった。
なお、スタッフブログの「しかし、試合は予定通り行われ、大毅が勝てば、統一チャンピオンとなります！ソリス選手が勝利した場合はIBF、WBA共に王座が空位という状態になります。」という一文は、報道から引用した誤りだったとして試合後削除された（後述）。

## 試合結果とIBFの会見
12月3日に試合が行われた結果、ソリスが2対1の判定で勝利を収めた。ただしソリスは前述のように計量オーバーであったため、WBAタイトルは空位となった。
IBFタイトルについては、亀田が敗れたため空位となるはずであった。ところが、試合後にIBFのリンゼイ・タッカーが会見を開き、ソリスが計量に失敗していたため亀田が負けてもIBF王者として残ると表明した。これは「亀田が負ければ両方の王座が空位」という事前説明と異なるもので、現場に混乱が発生した。
4日に亀田ジムは会見を開き、嶋聡マネジャーが、計量日の夜に「勝っても負けてもタイトルを保持できるルールを確認した」、「（大毅本人も）試合までには確認していた」と釈明。各メディアが「大毅が負ければ空位」と説明していたことについては、計量の事後処理に追われ把握していなかったとされた。
JBC側は5日の取材に対し、負けても防衛するというルールを「知らされていなかった」と回答。IBFに事情説明を求めるとした。

## JBCの亀田陣営への聴取
ルールミーティングでは「亀田大毅が勝てば王座統一、リボリオ・ソリスが勝てばWBA、IBF共に王座が空位となる」と決定していたにもかかわらず、亀田大毅が敗れてもIBF王座の保持となったことを重く受け止めたJBCは、同月9日に倫理委員会を開き亀田陣営への聴取を決定。しかしJBCと亀田陣営が音信不通状態となり、JBCからの亀田陣営への連絡に亀田陣営は一切返事を出さなかった。同月13日にJBCが日時を決めた上で、亀田陣営が聴取に応じるという返答を出さなければ処分を含めた対応を取ることを明らかにすると、同月16日に亀田陣営はメールで返答。亀田大毅の兄で亀田プロモーション社長の亀田興毅、亀田ジムの吉井慎次会長と嶋聡マネージャーの3人からの聴取を要望したJBCに対し、亀田興毅が欠席し北村晴男弁護士が代理人を務め、亀田ジムの吉井慎次会長と嶋聡マネージャーと共に聴取に応じる旨を伝え、翌17日に北村晴男弁護士、吉井慎次会長や嶋聡マネージャー3人がJBCの聴取を受けた。
同月19日に北村晴男弁護士が報道各社に現状報告として送付した文書では「試合前日に行われたルールミーティングで“亀田大毅が試合に敗れた場合のIBF王座の扱い”についてどのような説明がなされたか」について、亀田ジムとJBCの間で「重要な事実認識の齟齬（ゆきちがい）」になっていることが明らかになったとされた。亀田陣営が「IBFのルールに従い、勝敗にかかわらず大毅が王座を保持することは両陣営およびJBCにおいて共通の認識とされていた。IBF立会人（タッカー）にも口頭で確認した」と主張するのに対し、JBC側は「タッカーから、大毅が敗れた場合はIBF王座が空位になるとの説明を受けた」と反論したとされる。
同月20日にJBCは近日中にも資格審査委員会か倫理委員会、または両方を開くことを明らかにし、亀田興毅への聴取についても言及した。対する亀田ジムは同月6日付のスタッフブログにて「12月2日付で記載した『ソリスが勝利した場合はIBF、WBA共に王座が空位』という文は報道されていた記事から引用した誤りで、削除済み」と釈明した。
同月24日にJBCは倫理委員会と資格審査委員会を開き2014年1月8日以降に亀田ジム側に意見陳述の機会を与える日を設けることにした。試合前日にWBA王者ソリスが体重超過で失格となり、その後「IBF王者大毅が負けたらIBF王座も空位」と統一戦ルールが決められ、その旨マスコミ発表されたことが尊重されるべきなのだが、「ルール会議で大毅が負けても王座のままが確認された。ジム関係者はIBF立会人（タッカー）にこの点を口頭（英語）で確認した」というマスコミ発表と違う事実を亀田陣営が知り得たなら、なぜそれを事前に公表しなかったのかも問題視している。JBCの浦谷信彰事務局長代行は「処分を下すかどうか決まっていない。調査を続行していく。（亀田ジムの）調査日を決め、JBCのルールにのっとり、手続きを取る」と慎重に言葉を選んだ。調査期日は、14日前までに対象者に通知し、意見陳述の機会を与えなければならない規定があるため、JBCからの通知書は翌25日に亀田ジムに届くが、調査日は2014年1月8日以降になる。JBC内部に亀田陣営が国内での活動が不可能になるライセンス停止などの重い処分を求める声は強く、調査日以降にJBCから亀田陣営に厳しい処分が下されると予想された。JBC側と亀田側のどちらが嘘をついてるかの証拠となるルールミーティングの映像はTBSテレビが撮影したのだが、TBS関係者の「この映像が出れば、どちらがウソをついているかハッキリしてしまうのですが、ボクシング中継をやっている局としては、どちらかがウソつきになってしまうのは避けたい。上層部から、映像の公開はきつく止められているんです」との証言からTBSが重要な証拠の公開に渋っていることが窺える。
2014年1月6日に亀田ジムの代理人である北村晴男弁護士らは「現時点における調査結果および当ジムの認識」と題し、2013年12月3日に行われたWBA・IBF世界スーパーフライ級王座統一戦でIBF立会人のリンゼイ・タッカーがルールミーティング後、報道陣に対して「大毅が敗れた場合、IBF王座は空位になる」と明言していたのに、試合後「負けても王座は保持」と従来の説明を変えたことで大混乱となった問題について報道各社にFAXを送付し、ルールミーティングで「大毅が敗れても王座は保持」という内容を、配布されたIBFルールブックや口頭で確認していたこと、リングアナウンサーが試合直後に「王者はIBFタイトルを保持する」とアナウンスしていることなど複数の事実を挙げ「当ジムの認識するルールミーティング内容が真実」と結論付けた。前月19日に同弁護士が報道各社に現状報告として送付した文書と内容はほぼ同じで、亀田ジムの主張を強調し、JBCが主張を変えないことを「不可解」と断じている。
1月10日にJBCは倫理委員会と資格審査委員会を開催し、亀田ジムの吉井慎次会長、嶋聡マネージャー並びに亀田ジムの代理人である北村晴男弁護士らの当事者を呼んだ上で2013年12月3日に行われたWBA・IBF世界スーパーフライ級王座統一戦に於いて、ルールミーティングでは「亀田大毅が勝てば王座統一、リボリオ・ソリスが勝てばWBA、IBF共に王座が空位となる。」と決定していたにもかかわらず、亀田大毅が敗れてもIBF王座の保持となった問題に関して意見を聞いた。「負けても王座保持の見解は、前日のルールミーティングで確認されていた」と主張する亀田陣営の主張と「亀田大毅が勝てば王座統一、リボリオ・ソリスが勝てばWBA、IBF共に王座が空位となる。」とルールミーティングで決定していたと主張するJBCの主張との相違点について再度亀田陣営に確認した模様でJBCと亀田陣営の直接のやり取りは規約上終了となった。

## JBCの亀田陣営への処分
JBCは、今回の亀田側の意見陳述を踏まえた上で、2014年1月下旬までに再度、倫理委員会並びに資格審査委員会を開催し、亀田陣営への最終処分を決定することとした。メンバー構成は非公表だが、外部有識者が加わるとされた。同委員会ではボクシング界への信頼回復のため、ライセンスの停止を含めた厳しい処分が下されると予想された。1月20日にJBCが開いた倫理委員会では結論は出なかったが、同月27日にJBCで倫理委員会及び資格審査委員会が開かれ亀田陣営に何らかの処分を下す方向で最終調整に入った。
2月4日にJBCは倫理委員会と資格審査委員会を開催し、亀田陣営を処分することを決定。翌5日に吉井慎次会長の持つクラブオーナーライセンスと嶋聡マネージャーのマネージャーライセンスの更新を認めないことを決定し、7日に記者会見で発表した。理由として「吉井会長がルール・ミーティングに出席せず、嶋マネージャーの翌日の会見さえ知らないなど、クラブオーナー、及びプロモーターとして実務に関わっていなかったこと」、また嶋マネージャーに関しては「忙しくて『負けたら空位』との報道を知らなかったということに疑問があり、仮にそうだったとしても、王者の帰趨について無関心であることは、契約ボクサーの利益を守る責務を果たしていない」ことがあげられた。JBCが亀田ジムを国内から追放することを決定した事実上の資格剥奪処分である。処分においてはJBC理事長は「一連の騒動でボクシングの信頼性を傷つけた。吉井さんは会長として、嶋さんはマネジャーとして不適格であると判断した。ライセンスを有しない人物が実質的なクラブオーナーであり、プロモーターであることを物語っている」とライセンス取り消し処分になっている亀田史郎が現在も大きな影響力を持っていると暗に指摘した上で、「亀田ジムのガバナンスが不健全で全く機能していないことを意味している。ライセンスを有していない人物の影響力を完全に排除するなどしないとライセンスは与えることはできない」として、ジム運営体制が問題視された。吉井と嶋は2013年12月31日にライセンスの更新を行っていない為にライセンスが失効中でJBCの慣例では遅れての更新も認められるのだが、今回の処分により吉井のクラブオーナーライセンスの更新が認められず、嶋のマネージャーライセンスの更新も認められない為、事実上の資格剥奪処分となった。
この処分で亀田ジムは活動停止となった。興行を開催できないだけでなく、選手のライセンスはジムを通してしか申請出来ない為、亀田三兄弟（興毅、大毅、和毅）が保持するボクサーライセンスも実質的に失効となり、事実上の国外追放処分となった。JBCによってジムが機能を失うと日本国内ではプロボクサーとして試合できないため、興毅、大毅、和毅の三兄弟が国内で試合をするには、新たに会長、マネジャーを置くか他ジムへ移籍するなどの措置が必要になる。亀田三兄弟が今後日本国内で活動するために新会長やジム移籍を申請しても、「今後は、ライセンスを有しない実質的なクラブオーナーの影響力を完全に排除すると共に、健全な運営をしない限りライセンスを与えることができない」とし、JBCは書類のみでは許可せず、厳格に審査して可否を判断する方針を示している。この処分に対し亀田ジムの代理人弁護士である北村晴男弁護士は法的措置も辞さない姿勢を示した。
この一連の騒動がJBCに国内で開催する世界王座統一戦に適用するJBC独自のルールの策定に着手させる契機となった。
2014年3月19日、IBFはJBCに対し謝罪文を送り謝意を示した。また亀田大毅はIBF世界スーパーフライ級王座の返上を表明した。
2014年4月21日に東日本ボクシング協会は理事会を開き、吉井慎次会長がクラブオーナーライセンスを持つジムの会長としては名義貸しの状態で、ジム運営に携わっていない点や、ジム所属選手の海外での試合を報告せず安全管理を怠った点などの理由で同会長を全会一致で除名処分とした。亀田三兄弟が国内で試合をすることも可能にする為の一時的な措置として亀田三兄弟を「協会預かり」にすることに関して、東日本ボクシング協会の大橋秀行会長は「無い」と断言した。同月25日にJBCは資格審査委員会並びに倫理委員会を開き、上述の吉井慎次会長の持つクラブオーナーライセンスと嶋聡マネージャーのマネージャーライセンスの更新を認めず事実上の資格剥奪処分となった件に関し、処分取り消しを求めた亀田ジム側が提出した証拠に再審議が必要と判断するものが無かったとして、亀田ジム側の再審議請求を退けた。